# Business creativo
Il business creativo è un approccio (di nuova generazione) agli affari, orientato a generare interazioni favorevoli e positive per tutte le parti interessate, valorizzando i concetti di compliance normativa, l'impiego di tecnologia impercettibile e la centralità del ruolo delle persone nei processi attivati. Il modello organizzativo di supporto identifica i propri obiettivi primari nella capacità di prevenzione e risoluzione dei conflitti e delle criticità, nell'armonizzare i processi e nel miglioramento continuo. La creatività, intesa come unione di elementi esistenti con connessioni nuove, utili (Henri Poincaré – matematico), è considerata come il motore primario per il loro raggiungimento, unitamente ad un approccio integrato al risk management rivolto a preservare gli aspetti di Qualità, Sicurezza (delle informazioni e delle persone), Continuità Operativa e Sostenibilità. 

## Concetti fondamentali

### Creatività
La creatività non è intesa come un atteggiamento istintivo ed anarchico ma piuttosto come la necessità di promuovere e applicare l'efficienza e la qualità secondo nuovi modelli

### Persone
La centralità delle attività viene affidata all'umana risorsa, capitale immateriale estremamente più ricco rispetto al ROI (Return on Investment) determinato dall'incremento di efficienza e dall'automazione.

### Tecnologia
La scelta degli strumenti tecnologici e delle modalità operative individuate favoriscono la produzione di contenuti, piuttosto che vincolarne la realizzazione alle caratteristiche dello strumento, con processi collaborativi fondati sulla mobilità e l'istantaneità.

### Cambiamento
Il processo di innovazione si conduce in modo radicale solo dopo aver acquisito una profonda conoscenza delle regole istituzionali e dei modelli convenzionali già consolidati.

### Conoscenza
In virtù della coerenza con l'identità di ciascuna organizzazione si rinuncia alla caratteristica della ripetibilità e si promuove la condivisione del sapere anche nei casi in cui non rappresenti un elemento di elevata marginalità di profitto a breve termine.